# Алдомировці
Алдо́мировці (болг. Алдомировци) — село в Софійській області Болгарії. Входить до складу общини Сливниця.

## Населення
За даними перепису населення 2011 року у селі проживали 1430 осіб.
Національний склад населення села:
| Національність   | Кількість осіб | Відсоток |
| ---------------- | -------------- | -------- |
| болгари          | 1388           | 99,1%    |
| цигани           | 9              | 0,6%     |
| Всього відповіли | 1400           |          |

Розподіл населення за віком у 2011 році:
Динаміка населення: